# Termodesulfobacteris
Els termodesulfobacteris (Thermodesulfobacterium) són un grup petit de bacteris reductors de sulfat termòfils. La seva temperatura de creixement òptima és d'uns 70 °C.